# Nugent Slaughter
Nugent Slaughter (17. marts 1888 – 27. december 1968) var en amerikansk special effects-designer. Han lavede special effects og lydmiks til filmen Jazzsangeren. Hans arbejde med denne film gav ham en nominering til en Oscar for bedste tekniske effekter.